# Money in the Bank (2024)
Money in the Bank (2024) - это премиальное живое шоу профессионального рестлинга, проводимое крупнейшим американским реслинг-промоушеном WWE. Данное шоу стало 15-м по счету ежегодным шоу в истории "Money in the Bank", которое состоялось в субботу, 6 июля 2024 года, на многофункциональной арене Скоушабэнк-арена в городе Торонто, провинция Онтарио, Канада. Само шоу рестлинга транслировалось в прежних форматах pay-per-view (PPV) и лайв-стриминга по всему миру и проведенное для рестлеров из брендов промоушена Raw и SmackDown. Шоу Money in the Bank 2024 года стал первым шоу в своей истории, которое было проведено в Канаде, и вторым шоу подряд, которое проведено за пределами Соединенных Штатов, после прошлогоднего шоу. Ведущей на протяжении всего шоу была член Зала славы WWE класса 2013 года, семикратная мировая женская чемпионка и уроженка Торонто Триш Стратус.
В основу всего шоу Money in the Bank лежит лестничный матч за чемодан, внутри которого лежит контракт за мировое  чемпионство, за который принимают участие несколько рестлеров, начиная с шоу 2017 года был утвержден женский чемодан Money in the Bank в котором участие принимают женщины-рестлеры за женские мировые титулы. Победителям чемоданов среди женщин и мужчин предоставляется право выбора за какие мировые титулы  им принять участие в любое время и места в течение следующего года. Также обладатель мужского чемодана имеет право использовать свой контракт и на второстепенном чемпионе. В обоих лестничных матчах за чемодан 2024 года участвовало по шесть рестлеров, поровну распределенных между брендами Raw и SmackDown. В мужском лестничном матче за чемодан, который открывал шоу, победу одержал рестлер Дрю Макинтайр из бренда Raw, в то время как в женском лестничном матче за чемодан победу одержала Тиффани Стрэттон из бренда SmackDown.
На данном шоу было проведено пять матчей два из которых были за чемодан Money in the Bank. Интерконтинентальный чемпион Сами Зейн защитил свой титул от претендента Брона Брейкера. Во время матча за мировой титул в тяжелом весе действующий чемпион Дамиан Прист защищая свой титул от  Сета «Фрикин» Ро́ллинса, неожиданно в середине поединка выбежал победитель мужского чемодана Money in the Bank Дрю Макинтайр который использовав свой контракт в этом матче, сделав его матчем тройной угрозы. Но из-за вражды Макинтайра с Си Эм Панком которая началась еще со времен Royal Rumble, Панк вновь помешал Макинтайру в матче за мировой титул и из-за сомнительного удержания победу в матче одержал действующий чемпион Прист. Первоначально перед поединком были оговорены некоторые условия, что в случае проигрыша Роллинса он никогда больше не сможет претендовать на титул до тех пор, пока Прист является чемпионом, а если проиграет Прист то он должен покинуть группировку Судный день, но позже это условие было отменено из взаимного уважения между ними. В мейн-ивенте шоу, где рестлеры из бренда SmackDown, группировка The Bloodline (Соло Сикоа, Джейкоб Фату и Тама Тонга) победили в командном поединке из шести человек Коди Роудса, Кевина Оуэнса и Рэнди Ортона. Данный поединок примечателен тем что Джейкоб Фату впервые дебютировал на ринге WWE. 
Неожиданным моментом всего шоу стало появление шестнадцатикратного мирового чемпиона Джона Сины, который объявил зрителям на арене, что 2025 год станет его последним годом выступлений на ринге.

## Производство

### Предыстория

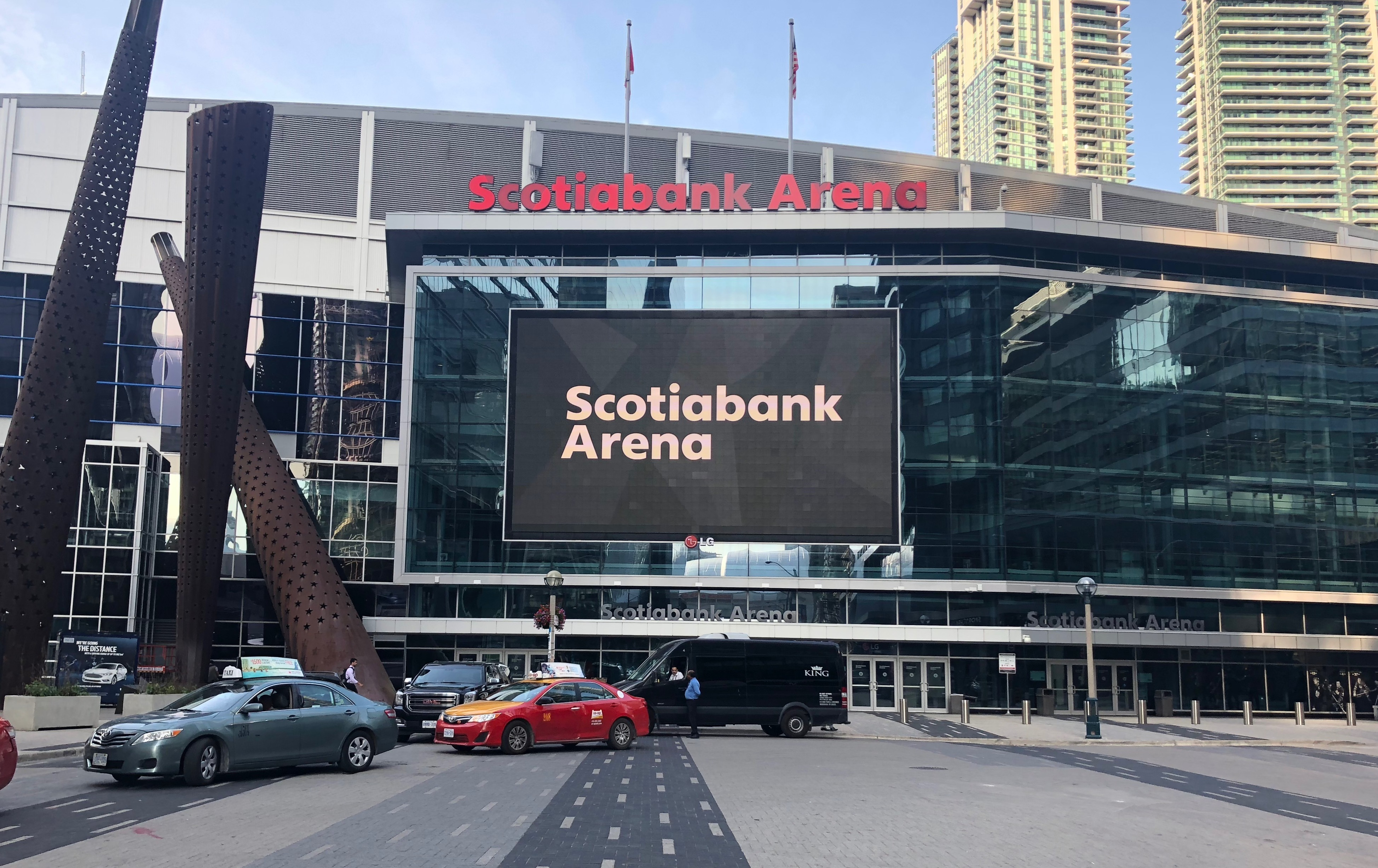
Скоушабэнк-арена - хоккейная арена на котором проходило данное шоу. Сама арена находиться в городе Торонто, провинция Онтарио, Канада.

Концепция лестничного Матча Money in the Bank была придумана первым Неоспоримым чемпионом компании Крисом Джерико и впервые была утверждена на главном шоу года WrestleMania 21, которое прошло 3-го апреля 2005 года и проводилась оно вплоть до следующих пяти WrestleMania. После WrestleMania XXVI в марте 2010 года под концепцию матча было выделено в отдельное pay-per-view шоу, которое началось в июле того же года, и данный матч на главном шоу года больше не проводился. В октябре 2021 года данное шоу стало одним из PPV-шоу «Большой пятерки», встав в один ряд с крупнейшими шоу года такие как Royal Rumble, WrestleMania, SummerSlam и Survivor Series. Победителям чемоданов среди женщин и мужчин предоставляется право выбора за какие мировые титулы им принять участие в любое время и места в течение следующего года. Также обладатель мужского чемодана имеет право использовать свой контракт и на второстепенном чемпионе. В обоих лестничных матчах за чемодан 2024 года участвовало по шесть рестлеров, поровну распределенных между брендами Raw и SmackDown. 
4 января 2024 года на официальном сайте WWE.com было объявлено, что 15-е по счету шоу Money in the Bank состоится в субботу, 6 июля 2024 года, на многофункциональной арене Скоушабэнк-арена в Торонто, провинция Онтарио, и станет первым шоу в истории Money in the Bank, которое пройдет в Канаде, и вторым шоу которое пройдет за пределами Соединенных Штатов, после шоу 2023 года, которое проходило в Лондоне, Англия. Оно будет транслироваться на PPV по всему миру (кроме таких стран как Лихтенштейн, Китай и Россия) и будет доступно для лайв-стриминга на Peacock в Соединённых Штатах, а также на стриминговом сервисе WWE Network которая транслируется на международных рынках. Само шоу рекламировалось как часть трехдневного мероприятия "Money in the Bank Weekend", поскольку 5 июля на Скоушабэнк-арене также проходил предыдущий эпизод пятничного шоу бренда SmackDown и прямая трансляция шоу NXT "Heatwave" от 7 июля. Билеты на все три мероприятия поступили в продажу 15 марта 2024 года, включая комбинированные и гостиничные пакеты. 5 июля стало известно, что, член Зала славы WWE класса 2013 года, семикратная мировая женская чемпионка и уроженка Торонто Триш Стратус, станет ведущей летнего шоу Money in the Bank в 2024 году.

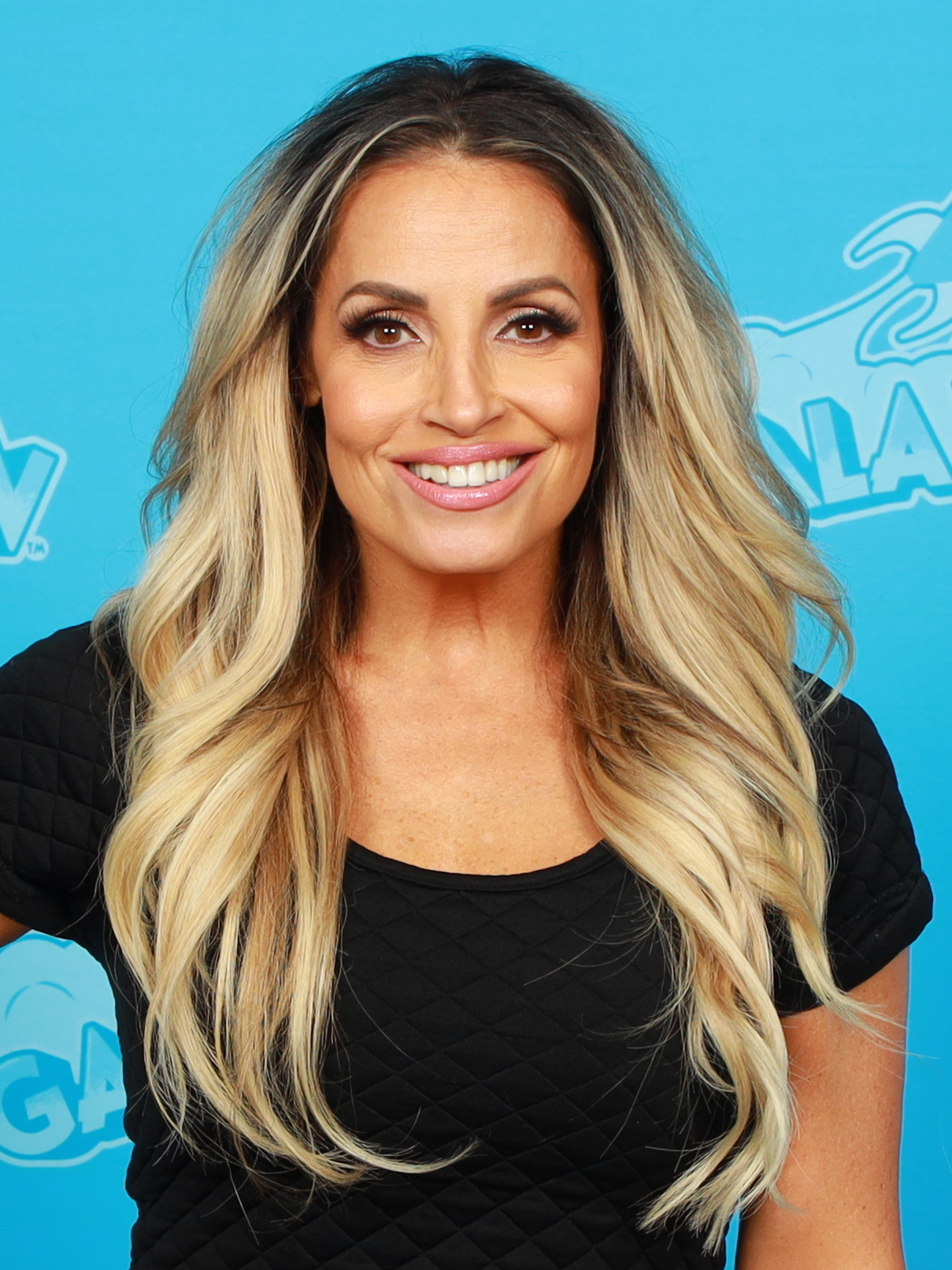
Триш Стратус - член Зала славы WWE класса 2013 года, семикратная мировая женская чемпионка и уроженка Торонто, станет ведущей летнего шоу Money in the Bank в 2024 году.

### Сюжетные линии
Шоу включало в себя пять матчей, двое из которых были титульные и два за чемоданы и один командный, которые проходят по сценариям сюжетных линий. Все сюжетные линий написаны букерами промоушена и развивались все они в течение недели на телевизионных шоу WWE — Raw и SmackDown. Рестлеры выступают как фейсы, хиллы или как нейтральные персонажи, которые играли роли в развитии сюжета и кульминации в матче или серии матчей.
17 июня на эпизоде Raw который проходил в городе Корпус-Кристи в штате Техас начались проводиться первые отборочные матчи за женский и мужской чемодан Money in the Bank. Все женские и мужские квалификационные матчи за чемодан проводились в виде серии из шести матчей тройной угрозы, где победители были по трое рестлеров из двух брендов. В первом женском отборочном матче за чемодан победительницей стала Ийо Скай, став первой претенденткой за место в лестничном матче за чемодан от бренда Raw, она в матче тройной угрозы победила Киану Джеймс и Зелину Вегу. В тот же вечер в мужском первом отборочном матче тройной угрозы за место в лестничном матче за чемодан победу одержал Джей Усо, победив Финна Балора и Рея Мистерио 
На эпизоде бренда SmackDown который прошел 21 июня в штате Чикаго, Челси Грин стала первой участницей от бренда SmackDown, пройдя квалификационный матч, победив Бьянку Белэйр и Мичин. В тот же вечер были определены еще двое участников мужского отборочного матча за чемодан, Кармело Хейс пройдя квалификационный матч, победил Рэнди Ортона и Таму Тонгу, а Андраде пройдя квалификацию, победил Грейсона Уоллера и Кевина Оуэнса.
В эпизоде Raw от 24 июня который проходил в штате Индианаполис, где Лайра Валькирия стала второй претенденткой за женский чемодан, пройдя квалификационный матч на красном бренде, победив Кайри Сейн и Шейну Базлер. В тот вечер было определено второе место в мужском отборочном матче тройной угрозы за место в лестничном матче за чемодан, который занял Чед Гейбл, победив Брона Строумана и Бронсона Рида.
Два последних вакантных места за женский чемодан от бренда SmackDown были определены в матчах тройной угрозы на эпизоде 28 июня, который прошел на легендарной арене Мэдисон-сквер-гарден в штате Нью-Йорк, где в первом Тиффани Стрэттон победила Джейд Каргилл и Кэндис Ле Рей, а во втором Наоми победила Блэр Дэвенпорт и Инди Хартвелл. В тот же вечер на арене последнее место от бренда SmackDown в мужском отборочном матче тройной угрозы за чемодан занял Эл Эй Найт, победив Логана Пола и Сантоса Эскобара 
Финальное место в квалификационном матче за женский чемодан на бренде Raw заняла Зои Старк, которая победила Дакоту Кай и Айви Нил в эпизоде Raw от 1 июля который прошел в городе Бостон штат Массачусетс. В след за ней в этот вечер последнее место от бренда Raw в мужском отборочном матче тройной угрозы за чемодан занял Дрю Макинтайр победив Шеймуса и Илью Драгунова 
17 июня на брэнде Raw, когда Сами Зейн праздновал свою успешную защиту титула интерконтинентального чемпиона которая прошла на шоу Clash at the Castle: Scotland от Чеда Гейбла, заявил что ждет нового претендента за свой титул коим оказался  Брон Брейккер, который заявил, что хочет взять титул Зейна. В следующем эпизоде Raw Зейн встретился с Брейкером за кулисами у офиса генерального менеджера красного бренда Адама Пирса и дал согласие что Зейн будет защищать свой титул против Брейкера на своей родине, в Канаде, на шоу Money in the Bank, и Пирс официально об этом объявил.
7 апреля, на втором дне Рестлмании XL которая прошла в городе Филадельфия  штат Пенсильвания, в матче за титул Чемпиона в тяжелом весе, где действующий на тот момент чемпион  Сет "Фрикинг" Роллинс проиграл титул Дрю Макинтайру тем самым окончив свой рекордный рейна титула в 316 дней. После матча действующий обладатель чемодана Money in the Bank Дамиан Прист успешно закешил контракт на новом чемпионе (не без помощи Си Эм Панка) став новым чемпионом и вторым рестлером кто использовал свой чемодан на Рестлмании. После главного шоу года  Роллинс взял отпуск из-за повреждения колена. В эпизоде Raw от 17 июня который прошел в городе Корпус-Кристи в штате Техас, Роллинс вернувшийся после травмы, заявил о своих намерениях вернуть себе мировой титул. И когда Роллинс собирался объявить о своем участии в мужском лестничном матче за чемодан  Money in the Bank, его речь прервал обладатель титула Чемпиона в тяжелом весе Прист, который сказал, что из уважения к нему, он на самом деле хотел использовать чемодан на Роллинсе, на главном шоу года Рестлмания. Роллинс отметил свое сходство и Приста в том, что они оба выиграли свои первые мировые титулы с помощью использования чемоданов на Рестлмании, а победа Роллинза состоялась на Рестлмании 31 которая прошла 29 марта 2015 года в Санте-Клара штат Калифорния. После того, как Роллинс спросил его, каким он хотел бы видеть свое наследие, Прист решает бросить вызов Роллинзу на шоу Money in the Bank, поставив на кон свой титул чемпиона мира в тяжелом весе, и Роллинз вызов  принял. Впоследствии чего матч был официально объявлен. На следующем выпуске Raw от 24 июня  Прист заявил еще одно условие перед матчем в котором говориться, что если Роллинс проиграет в матче, то он никогда не сможет претендовать за мировой титул пока его держит Прист. Роллинс в ответ на его условия вышел и предложил, что если он проиграет свой титул, то Прист будет вынужден покинуть группировку Судный день; Прист дал свое согласие.
В апреле член группировки Bloodline Соло Сикоа стал ее фактическим лидером после того, как Роман Рейнс проиграл свой титул Неоспоримого чемпиона WWE Коди Роудсу на втором дне Рестлмании XL, после чего Рейнс взял паузу в выступлениях. На следующем выпуске бренда SmackDown который прошел 12 апреля в Детройте  Сикоа представил нового члена группировки Таму Тонгу. За это время рестлеры Кевин Оуэнс и Рэнди Ортон, у которых были свои проблемы с некоторыми участниками Bloodline,  объединились в команду дабы противостоять им на шоу Backlash France. В кульминации поединка данного шоу, который проходил в формате Командная уличная драка без дисквалификаций и отчетов (хотя ранее, поединок был официально анонсирован как обычный командный матч) появился новый участник группировки Bloodline Тонга Лоа и помог Таме и Сикоа победить Оуэнса и Ортона в уличной драке. После этого Ортон и Оуэнс продолжали участвовать в многочисленных матчах против членов Bloodline. После того, как Роудс успешно защитил титул Неоспоримого чемпиона WWE от Эй Джей Стайлза на шоу Clash at the Castle: Scotland которое проходило в Шотландии, после матча Роудс был атакован Bloodline, а Ортон и Оуэнс вовремя пришли ему на помощь. В следующем эпизоде SmackDown состоялся отборочный матч тройной угрозы за участие в мужском лестничном матче за чемодан "Money in the Bank" в котором участвовали Ортон, Тама и Кармело Хейс, но из-за вмешательство Лоа, победу одержал Кармело Хейс пройдя квалификационный матч за чемодан. В том же эпизоде на другом отборочном матче тройной угрозы за чемодан между Андраде, Уоллером и Оуэнсом, вмешательство Тама и Лоа стоили Оуэнсу победы в матче, а саму победу в матче одержал Андраде. Кроме того, в тот же вечер в матче за Неоспоримый титул между Сикоа и Роудсом закончился безрезультатно из-за очередного вмешательства Bloodline. Оуэнс и Ортон попытались спасти Роудса, но на них напал еще один новый участник Bloodline, дебютировавший в WWE Джейкоб Фату. 24 июня на бренде Raw было объявлено о проведении командного матча The Bloodline в составе шести человек против Роудса, Оуэнса и Ортона на шоу Money in the Bank.

## Шоу
| Роль:                   | Имя и фамилия:   |
| ----------------------- | ---------------- |
| Ведущия шоу             | Триш Стратус     |
| Английские комментаторы | Майкл Коул       |
| Английские комментаторы | Кори Грейвс      |
| Испанские комментаторы  | Марсело Родригес |
| Испанские комментаторы  | Джерри Сото      |
| Ринг-анонсер            | Саманта Ирвин    |
| Реффери                 | Данило Амфибио   |
| Реффери                 | Джессика Карр    |
| Реффери                 | Джейсон Эйерс    |
| Реффери                 | Чарльз Робинсон  |
| Реффери                 | Дафани Лашонн    |
| Реффери                 | Эдди Оренго      |
| Реффери                 | Род Сапата       |
| Интервьюер              | Кэти Келли       |
| Комментаторы на пре-шоу | Джеки Редмонд    |
| Комментаторы на пре-шоу | Уэйд Барретт     |
| Комментаторы на пре-шоу | Биг И            |

### Предварительные матчи
Премиальное реслинг-шоу началось с мужского лестничного матча за чемодан Money in the Bank, где в нем нет ни отчетов ни дисквалификации, где главной целью этого матча является снятие чемодана, внутри которого находиться контракт за (любое) чемпионство, обладатель данного чемодана при любой возможности имеет право реализовать его в любом месте и в любое время. В этом матче принимали участие шесть рестлеров, по трое рестлера из обоих брендов. Из красного бренда Raw участие приняли Джей Усо, Чед Гейбл и Дрю Макинтайр, а из синего бренда SmackDown Андраде, Кармело Хейс и Эл Эй Найт. В этом матче Андраде проводит прием Спэниш-флай на Хейсе со второго каната прямо на лестницу лежащая на ринге. Затем Гейбл начал доминировать в матче проводя всем участникам немецкие суплексы, а заодно перебросил через себя лестницу на Андраде. Далее Андраде проводит Хейсу Сальто на закате с одной лестницы на другую лестницу тем самым выводя себя и Хейса из строя до конца матча. Эл Эй Найт который попытался добраться до чемодана был нейтрализован Гейблом и тот взобравшись по лестнице до чемодана, но на ринге появился Усо и выбил у него из под ног лестницу и в результате  повис в воздухе на несколько секунд держась за чемодан и все же упав на ринг без чемодана. В кульминационный момент поединка Усо взял лестницу со помощью неё пытаясь отцепить чемодан, но неожиданно Макинтайр метнул в него лестницу  как дротик и тем самым сбивая Усо с ног проводя ему Клеймор и поднимаясь вверх по лестнице становиться обладателем чемодана.
Вторым матчем шоу был титульный матч за Интерконтинентальное чемпионство WWE от бренда Raw в котором действующий чемпион Сами Зейн защищал его против претендента за титул Брона Брейккера. Брейккер доминировал в матче и застал Зейна врасплох своим мощным нападением. В кульминационный момент поединка Брейккер выполнил прием Франкен-стайнера с верхнего каната, чуть не упав. Затем Зейн реверсировал его гарпун и провел Брейккеру свой финишер Хеллоуа Кик, чтобы удержать Брейккера и сохранить свой титул.
Далее был показ сегмент шоу в котором ведущая шоу и член Зала Славы WWE класса 2013 года Триш Стратус объявила, что на арене появится неожиданный гость. Коим оказался шестнадцатикратный мировой чемпион Джон Сина, который  вернулся впервые после апрельского Raw которое проходило после юбилейной WrestleMania XL в своей новой футболке с надписью "Прощальный тур Джона Сины 2025" и полотенцем с надписью "сейчас в последний раз". Войдя на ринг, Сина на микрофоне объявил, что 2025 год станет последним годом на ринге в WWE, и что все премиальные реслинг-шоу 2025 года Royal Rumble, Elimination Chamber и WrestleMania 41 станут его последними в карьере рестлера. Он также поблагодарил канадскую публику за их поддержку на протяжении многих лет и сказал, что если кто-то из фанатов хочет увидеть его в последний раз, или если кто-то из рестлеров WWE хочет получить последний шанс сразиться с ним, этот прощальный тур станет для них последней возможностью.
Третьим матчем шоу был еще один титульный матч за Мировое чемпионство в тяжелом весе (в новом формате) от бренда Raw. Действующий чемпион Дамиан Прист защищает свой титул от претендента за него Сета "Фрикинг" Роллинса. Перед матчем были оговорены некоторые условия, что если Роллинс проигрывает матч Присту, то Роллинс не сможет участвовать в матчах за этот титул пока Прист является чемпионом, но если Прист проигрывает матч то должен покинуть группировку Судный день. Оба рестлера начали матч с серьезных атак, обмениваясь ударами ногами и бомбами. Затем Роллинс провел свой финишер керб-стомп Присту, едва не сбив его с ног, после чего и Прист провел Роллинсу финишер лезвие бритвы, также едва не сбив его с ног. Во время матча оба рестлера иногда посматривали в сторону рампы, где обычно выходят рестлеры, дабы убедиться что не выходит действующий обладатель чемодана. Кульминацией данного поединка стало, когда после проведенного суплексом с верхнего каната ринга Роллинсом, а затем  проводя Присту финишер Стрелу Сокола и удерживая его, рефери матча отстучал только два раза по рингу и при этом Прист ни разу не дернулся дабы остановить удержание. Позднее выясниться что Прист просто временно потерял сознание во время поединка и какое-то время он не смог его продолжать. В этот момент на арене звучит музыкальная тема обладателя чемодана Money in the Bank Дрю Макинтайра и реализовывает свой контракт прямо на этом шоу, делая одиночный титульный матч, матчем тройной угрозы за титул. Макинтайр становиться третьим рестлером среди мужчин кто реализовывает свой контракт на одноименном шоу, раннее это удавалось сделать двум рестлерам Кейну на шоу 2010 года и Дину Эмброузу на шоу 2016 года, оба контракта реализованы успешно. Не успев матч и начаться как на Макинтайра нападает Си Эм Панк, который враждует с ним в течение нескольких месяцев. Панк избивал его стальным стулом, задушил его кабелем от камеры, а затем ударил его титулом по голове. Прист придя в сознание, провел Макинтайру чок-слэм и удержал его и тем самым защитил свой титул, а Макинтайр стал шестым рестлером среди мужчин который неудачно реализовал свой чемодан. Вмешательство Панка впоследствии стоило титула Роллинсу, который обругал Панка после матча, ведь по условию он не может бороться за титул, пока Прист является чемпионом (позже это условие было отменено на выпуске Raw от 8 июля) и тем самым возобновив вражду между ними, которая началась еще до того, как Панк получил травму на шоу Royal Rumble которое прошло в январе.
Неудачное удержание на Присте было следствием явной ошибки и после матча журналист в области реслинга Дейв Мельтцер из  информационного бюллетеня Wrestling Observer Newsletter (WON) сообщил, что либо продюсеры WWE включили музыку Макинтайра на секунду позже, которая должна была прервать отсчет, либо Прист должен был выбраться из удержания, но из-за полученного сотрясение мозга он не смог этого сделать. И из-за того что Макинтайр не попал в цель, данное движение вынудило судью сделать вид, что якобы был нанесен удар ногой.
Предпоследним матчем шоу был женский лестничный матч за чемодан Money in the Bank с такими же условиями что и мужском, в котором принимали участие Айо Скай, Лира Валькирия и Зои Старк из бренда Raw, а также Челси Грин, Наоми и Тиффани Страттон из бренда SmackDown. Ключевыми моментами матча были когда Старк использовала лестницу, чтобы атаковать Валькирию. Затем Стрэттон положив лестницу на тернбакл ринга спрыгнула с него на группу женщин, нейтрализовав их оттуда. Далее Старк попыталась взобраться по лестнице, но ей помешала Скай совершившая прыжок с верхушки лестницы на другую лестницу. В кульминационный момент поединка когда Грин поднималась по лестнице и уже когда  она собиралась снять чемодан, ей помешала Стрэттон выкинув ее с лестницы, где она приземлилась на пару столов которые находились рядом с рингом, которые ранее еще вытаскивала Наоми из под ринга. Стрэттон взобралась по лестнице и отцепила чемодан, стала победительницей женского чемодана Money in the Bank 2024 года.

### Мейн-ивент
В главном событии шоу состоялся командный матч из шести человек, в котором команда Коди Родса вместе с Рэнди Ортоном и Кевином Оуэнсом сразилась с командой Bloodline (Соло Сикоа, Тама Тонга и Джейкоб Фату в сопровождении Тонга Лоа). Основные моменты поединка были когда Роудс начал матч против лидера Соло Сикоа, но тот быстро передал тэг партнеру по команде Таме, Роудс в свою очередь проведя раннинг-бульдог Таме передал тэг своему партнеру по команде Оуэнсу на котором он обрушил всю свою ярость на Таме.  Затем Оуэнс передал тэг Ортону, который провел ДДT на канатах Фату, но Фату быстро пришел в себя от этого приема и в ответ провел Ортону самоанский бросок, а затем и суперкик, немедленно отступил передав тэг Сикоа. Спустя некоторое время Оуэнс снова вошел в поединок, где Bloodline над ним доминировал. Оуэнс попытался вновь передал тэг Ортону, но команда Bloodline вовремя среагировала, сбивала его с ног чтобы не дать ему добраться до своего угла ринга ( а, иногда этому препятствовал Лоа находящейся вне ринга) .
В итоге Оуэнс получилось кое-как передать тэг Роудсу, который начал атаковать Сикоа. Он также провел несколько суицидальных прыжков на других членах Bloodline в том числе и за пределами ринга, а также толкнул Лоа на комментаторский стол. В кульминационный момент поединка Сикоа случайно выбил рефери с ринга, и без официального представителя матча начался хаос. За это время когда судья был в отключке, Оуэнс фрог-сплэш Таме за пределами ринга, а затем все три члена противоположной команды провели по финишеру Сикоа. Затем Оуэнс повел Фату через комментаторский стол, но Лоа вовремя нокаутировал его. Роудс провел два Кросс-Роудса на Сикоа, но прежде чем он смог провести третий, Фату провел Роудсу Имплант ДДT, а затем когда он держал Роудса, Сикоа наносит ему последний удар в этом матче Самоанский Шип и удерживает Роудса, тем самым выиграв матч.

## Результаты матчей
| №                               | Результаты | Условия | Время |
| ------------------------------- | --- | --- | ----- |
| 1                               | Дрю Макинтайр победил Андраде, Кармело Хейса, Чеда Гейбла, Джея Усо и Эл Эй Найта в матче за мужской чемодан Money in the Bank   | Лестничный матч за Money in the Bank | 16:30 |
| 2                               | Сами Зейн (ч) победил Брона Брейккера удержанием                                                                                 | Титульный матч за Интерконтинентальное чемпионство WWE | 13:15 |
| 3                               | Дамиан Прист (ч) победил Сета "Фрикинг" Роллинса и Дрю Макинтайра удержанием                                                     | Матч тройной угрозы за титул Мирового чемпиона в тяжелом весе В этом матче Макинтайр использовал свой чемодан Первоначально перед поединком были оговорены некоторые условия, что в случае проигрыша Роллинса он никогда больше не сможет претендовать на титул до тех пор, пока Прист является чемпионом, а если проиграет Прист то он должен покинуть группировку Судный день. | 14:40 |
| 4                               | Тиффани Стрэттон победила Челси Грин, Ийо Скай, Лайру Валькирию, Наоми и Зои Старк в матче за женский чемодан Money in the Bank  | Лестничный матч за Money in the Bank | 16:50 |
| 5                               | The Bloodline (Соло Сикоа, Джейкоб Фату и Тама Тонга) (совместно с Тонга Лоа) победили Коди Роудса, Кевина Оуэнса и Рэнди Ортона | Командный матч из шести человек | 24:40 |
| - (ч) – чемпион на начало матча | | |       |

1. ↑  Первоначально матч между Роллинсом и Пристом был одиночным; однако, во время матча, внезапно выбежавший Макинтайр использовал свой контракт, тем самым сделав его в матчем тройной угрозой.
2. ↑   Однако на выпуске бренда Raw от 8 июля это условие было отменено из взаимного уважения между Пристом и Роллинсом.

## После шоу

### Raw
После инцидента во время титульного матча за звание Мирового чемпиона в тяжелом весе Дрю Макинтайр и Си Эм Панк были оштрафованы за свои действия, а Макинтайра за нападения на генерального менеджера бренда Raw Адама Пирса во время пресс-конференции после шоу временно отстранили от выступлений на ринге. Шоу понедельничного Raw после Money in the Bank было открыто речью Панка на микрофоне. На шоу он  заявил, что он пытается показать Макинтайру, что за его действия могут быть последствия. Также он заявляет, что выполняет свое обещание, что Макинтайр не будет мировым чемпионом до тех пор, пока Панк будет рядом, и что он хотел бы встретиться с Макинтайром, но не сможет из-за отстранения от выступлений Макинтайра. Его речь прерывает Сет "Фрикинг" Роллинс, Панк в свою очередь без особого энтузиазма извинился перед ним за то, что тот лишил его титула, поскольку он занимался своими делами с Макинтайром. Затем Роллинс предупреждает Панка, что действия имеют свои последствия.
За кулисами Raw состоялся разговор Сета "Фрикинг" Роллинса с Мировым чемпионом в тяжелом весе Дэмианом Пристом. Они оба продемонстрировали взаимное уважение друг к другу, сдержав свое слово относительно чемпионского матча на шоу Money in the Bank. Затем Прист решил отменить свое решение о том, что Роллинс не может бросить ему вызов за титул пока он является чемпионом, и заявил, что после того, как он защитит свой титул Гюнтера на шоу SummerSlam, Роллинс вновь сможет бросить ему вызов за титул, когда он захочет.
Также следует сегмент на Raw, где Брон Брейкер перебивает речь интерконтинентального чемпиона Сами Зейна. Брейкер отмечает, что Зейн был единственным человеком в раздевалке Raw, который победил его, и что у него нет причин заслуживать еще один реванш за титул, затем он агрессивно нападает на Зейна.

### Smackdown
В эпизоде SmackDown группировка The Bloodline рассказали о своей победе на шоу Money in the Bank, и Соло Сикоа на микрофоне говорит фанатам на арене что бывает когда его не признают (это относиться к Джимми Усо и Полу Хейману)  также обратил свое внимание на Неоспоримого чемпиона WWE Коди Роудса который требует от него признания. Роудс войдя на ринг подрался с Bloodline, который к его сожалению одержал над ним вверх и даже отбил атаку Рэнди Ортона, после чего Bloodline провел роудсу пауэрбомбу на комментаторский стол.
В том же эпизоде SmackDown обладательница чемодана Money in the Bank Тиффани Стрэттон вышла на ринг, чтобы позлорадствовать по поводу своей победы, где ей противостояла Бейли. После того, как Ная Джакс вышла к ней на ринг, Бейли намекнула, что у Джакс есть возможность победит ее на SummerSlam - так как Джакс выиграла турнир Queen of the Ring, что дает ей шанс на титульный матч,а Стрэттон может использовать на ней чемодан с контрактом. После поединка между Джакс и Мичин Бэйли была отправлена в нокдаун, и Стрэттон, казалось, была близка к тому, чтобы обналичить на ней контракт, но тут Джакс пристально посмотрел на нее, и они вдвоем покинули ринг.

## Прием
Данное шоу установило самую высокую рекордную посещаемость на арене для WWE в Канаде
Журналист в области рестлинга Дейв Мельтцер из информационного бюллетеня Wrestling Observer Newsletter (WON) оценивал все матчи шоу Money In The Bank 2024 года по пятибалльной шкале. "Женский лестничный матч Money In The Bank" был оценен в 4,25 звезды, что является самым рейтинговым матчем данного шоу и самым рейтинговым "женским лестничным матч Money In The Bank в истории" на данный момент. Другие матчи шоу такие как мейн-ивент шоу, матч за звание Мирового чемпиона в тяжелом весе и матч за Интерконтинентальное чемпионство он оценил в 3,75 звезды, что является средним показателем рейтинга матчей данного шоу. "Мужской лестничный матч Money In The Bank" он оценил на 4 звезды.